# Cerkiew Świętych Niewiast Niosących Wonności w Czarnej Białostockiej
Cerkiew pod wezwaniem Świętych Niewiast Niosących Wonności – prawosławna cerkiew parafialna w Czarnej Białostockiej. Należy do dekanatu Białystok diecezji białostocko-gdańskiej Polskiego Autokefalicznego Kościoła Prawosławnego.
Cerkiew znajduje się w dzielnicy Buksztel, przy ulicy Białostockiej 12.
Jest to nowoczesna świątynia wybudowana w latach 1985–1996; konsekrowana 28 lipca 1996. Wewnątrz mieści się współczesny ikonostas. W sąsiedztwie cerkwi znajduje się niewielki cmentarz parafialny, założony w 1990.